# 大科奇梅斯河
大科奇梅斯河是俄羅斯的河流，屬於烏薩河的左支流，由科密共和國負責管轄，河道全長198公里，流域面積1,890平方公里，發源自近極圈烏拉爾山。